# Парничари
Парничари је југословенска црно-бела телевизијска серија снимана и емитована у периоду од 1967. до 1968. године. Сценарио је написао Душан Савковић а режирао је Драгослав Лазић.

## Епизоде
| Сезона | Епизода | Назив                                 | Датум              |
| ------ | ------- | ------------------------------------- | ------------------ |
| 1      | 1       | Куд си посла са цветом у коси         | 7.септембра 1967.  |
| 1      | 2       | Жуте ципеле                           | 14.септембра 1967. |
| 1      | 3       | Ако коза лаже, рог не лаже            | 21.септембра 1967. |
| 1      | 4       | Чича и вепар                          | 28.септембра 1967. |
| 2      | 1       | Гост из белог света                   | 1. фебруара 1968.  |
| 2      | 2       | Телеграм                              | 8. фебруара 1968.  |
| 2      | 3       | Петре, Петре, пет те стрела устрелило | 15. фебруара 1968. |
| 2      | 4       | Драги мој Цветко                      | 22. фебруара 1968. |

## Улоге
| Глумац                   | Улога                                 |
| ------------------------ | ------------------------------------- |
| Богољуб Динић            | Судија за прекршаје (6 еп. 1967-1968) |
| Јован Јанићијевић Бурдуш | Радиша (5 еп. 1967-1968)              |
| Милан Срдоч              | Ракац (4 еп. 1968)                    |
| Мија Алексић             | (4 еп. 1967)                          |
| Душан Антонијевић        | Виолиниста (4 еп. 1968)               |
| Мирјана Рајчевић         | (4 еп. 1968)                          |
| Босиљка Тасић            | Певачица (4 еп. 1968)                 |
| Живка Матић              | Баба (3 еп. 1967-1968)                |
| Нађа Родић               | (3 еп. 1967-1968)                     |
| Ратко Сарић              | Паун (3 еп. 1967-1968)                |
| Ташко Начић              | Богосав (2 еп. 1968)                  |
| Божидар Пајкић           | Пантелија, деда (2 еп. 1968)          |
| Милутин Савковић         | Радишин син (2 еп. 1968)              |
| Момчило Животић          | Анђелк, Милиционер (2 еп. 1968)       |
| Бора Тодоровић           | Аранђел, механичар (1 еп. 1968)       |
| Мирослав Бијелић         | (1 еп. 1967)                          |
| Мирослава Бобић          | (1 еп. 1967)                          |
| Драган Лаковић           | (1 еп. 1967)                          |
| Никола Милић             | (1 еп. 1967)                          |

 Остале улоге  ▼
| Глумац                    | Улога                          |
| ------------------------- | ------------------------------ |
| Стеван Миња               | (1 еп. 1967)                   |
| Ђорђе Пура                | (1 еп. 1967)                   |
| Љиљана Баковић            | (1 еп. 1968)                   |
| Павле Богатинчевић        | Адвокат - Радишин (1 еп. 1968) |
| Бранислав Дамњановић      | (1 еп. 1968)                   |
| Љубомир Дидић             | Црквењак Младен (1 еп. 1968)   |
| Богдан Јакуш              | Ветеринар (1 еп. 1968)         |
| Љубица Јанићијевић        | (1 еп. 1968)                   |
| Милан Јелић               | Паунов синовац (1 еп. 1968)    |
| Ингрид Лотариус           | Стриптизета (1 еп. 1968)       |
| Петар Лупа                | Жика (1 еп. 1968)              |
| Вељко Маринковић          | (1 еп. 1968)                   |
| Невенка Микулић           | Драгиња (1 еп. 1968)           |
| Мирослав Дуда Радивојевић | (1 еп. 1968)                   |
| Љиљана Радосављевић       | (1 еп. 1968)                   |
| Ева Рас                   | (1 еп. 1968)                   |
| Мира Ступица              | Сељанка (1 еп. 1968)           |
| Еуген Вербер              | Адвокат - Ракћев (1 еп. 1968)  |
| Ђорђе Вукотић             | Власник кафане (1 еп. 1968)    |
| Драган Зарић              | (1 еп. 1968)                   |
| Љубомир Ћипранић          | (непознат број епизода)        |

Комплетна ТВ екипа  ▼
| Редитељ                   | Драгослав Лазић    | (8 еп. 1967—1968)              |
| Сценариста                | Душан Савковић     | (8 еп. 1967—1968)              |
| Сценариста                | Драгослав Лазић    | (непознат број епизода)        |
| Композитор                | Жика Димитријевић  | (2 еп. 1968)                   |
| Директор фотографије      | Војислав Лукић     | (непознат број епизода)        |
| Mонтажер                  | Милица Поличевић   | (непознат број епизода)        |
| Сценограф                 | Никола Теодоровић  | (8 еп. 1967—1968)              |
| Костимограф               | Јелисавета Гобецки | (8 еп. 1967—1968)              |
| Помоћник режије           | Миодраг Стајкић    | помоћник редитеља (2 еп. 1968) |
| Одсек за звук             | Радивоје Кипић     | микроман (2 еп. 1968)          |
| Одсек за звук             | Дивна Рајић        | тон мајстор (2 еп. 1968)       |
| Одсек за звук             | Славко Симић       | тон мајстор (2 еп. 1968)       |
| Одсек за звук             | Јова Џабић         | микроман (1 еп. 1968)          |
| Одсек за звук             | Михаило Џабић      | микроман (1 еп. 1968)          |
| Одсек за камеру и расвету | Јован Чедић        | вођа расвете (2 еп. 1968)      |
| Одсек за камеру и расвету | Чедомир Станковић  | сниматељ (2 еп. 1968)          |
| Одсек за камеру и расвету | Милоје Лазић       | пратилац камере (1 еп. 1968)   |
| Одсек за камеру и расвету | Душан Стефановић   | пратилац камере (1 еп. 1968)   |
| Одсек за монтажу          | Драган Самац       | висион миxер (1 еп. 1968)      |
| Остала екипа              | Вера Амар          | секретар режије (2 еп. 1968)   |